# یوناس واینو
یوناس واینو (استونیایی: Joonas Vaino؛ زادهٔ ۲۲ آوریل ۱۹۹۲) بازیکن بسکتبال اهل استونی است.
از باشگاه‌هایی که در آن بازی کرده‌است می‌توان به باشگاه بسکتبال راکوره تارواس اشاره کرد.
وی در مسابقات کشوری و بین‌المللی در مجموع برندهٔ ۱ مدال نقره شده‌است.